# Петрова Ірина Львівна
Ірина Львівна Петрова (нар. 20 березня 1923, Ленінград) — інженер-конструктор.

## Біографія
Народилачя 20 березня 1923 року в Ленінграді (тепер Санкт-Петербург, Росія). 1950 року закінчила Київський інститут інженерів цивільної авіації. У 1951—1992 роках працювала в Українському державному інституті планування міст.
Під час будівництва приміщення Сумського театру драми і музичної комедії — автор конструктивної частини проекту театру. Керувала групою конструкторів по розробленню індивідуальних конструкцій театру, які здійснили знайдене архітектурне планувальне вирішення будинку театру в натурі.
Лауреат Державної премії УРСР імені Т. Г. Шевченка (за 1981 рік; разом з С. П. Сліпцем (архітектором, керівником авторського колективу), М. П. Лушпою, А. Ю. Чорнодідом (архітекторами, співавторами проекту) за Сумський театр драми і музичної комедії імені М. С. Щепкіна).